# Leiotulus aureus
Leiotulus aureus är en flockblommig växtart som först beskrevs av James Edward Smith, och fick sitt nu gällande namn av Pimenov och T.A.Ostroumova. Leiotulus aureus ingår i släktet Leiotulus och familjen flockblommiga växter. Inga underarter finns listade i Catalogue of Life.